# مهندسی رباتیک

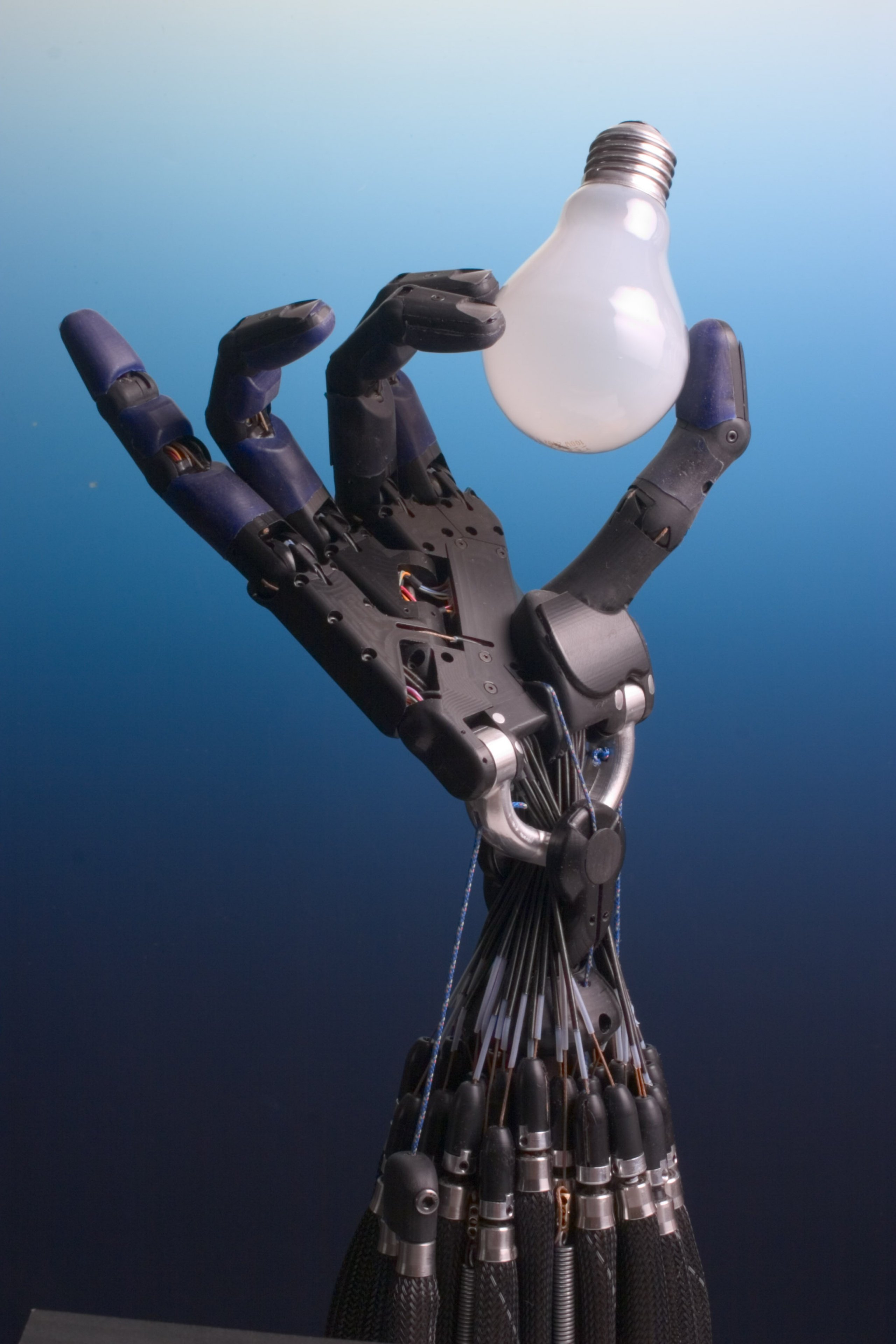
The Shadow robot hand system

مهندسی رباتیک (به انگلیسی: Robotics engineering) یک برنامه آموزشی و با دید تخصصی به رباتیک است. رشته رباتیک شامل آموزش هایی در زمینه‌ مهندسی برق، کامپیوتر و مکانیک است که به طور ترکیبی در ساخت و استفاده از ربات‌ها استفاده می شود. 
هدف از این رشته تجمیع تحقیقات رباتیک است که در حال حاضر در دپارتمان‌های مختلف انجام می‌شود. دانشجویان رشته رباتیک باید بتوانند نقش مؤثری در توسعه تکنولوژی‌های مربوط به رباتیک داشته باشند. این رشته بر پایه دروس علمی و تحقیقات عملی پایه‌ریزی شده و دانشجویان باید زمان زیادی را در آزمایشگاه رباتیک و تحت نظارت اساتید درس بخوانند. 
پیش‌بینی می‌شود که رباتیک یکی از ۱۰ صنعت برتر آینده باشد. کاربرد محصولات رباتیک از محدوده کارخانجات فراتر رفته و در حال تسریع کاربردهای روزمره است. توسعه و تحقیق در مورد کاربردهای جدید نیازمند توجه ویژه به این رشته و تربیت مهندسین خلاق و متخصص است. از طرفی در چند سال گذشته فعالیت‌های چشمگیری در زمینه رباتیک در بین دانش آموزان و دانشجویان صورت پذیرفته که باعث به وجود آمدن طیف وسیعی از علاقه‌مندان به این رشته گردیده که مشتاق ادامه فعالیت‌های آکادمیک در این زمینه هستند. با ایجاد رشته رباتیک می‌توان به نیازهای صنعتی و اجتماعی هم‌زمان پاسخ داد.
تجربه فعالیت‌های رباتیکی کشور نشان داده‌است که دانش آموختگان رشته رباتیک به علت ماهیت بین رشته‌ای و فعالیت تیمی مورد نیاز این رشته، توانایی مهندسی بسیار زیادی کسب کرده و قادرند در تمام صنایعی که نیازمند اتونوموس و طراحی ماشین آلات صنعتی هستند به خوبی ایفای نقش نموده و در پروژه های صنعتی بزرگ شرکت یا آن را با موفقیت رهبری نمایند.

## تاریخچه

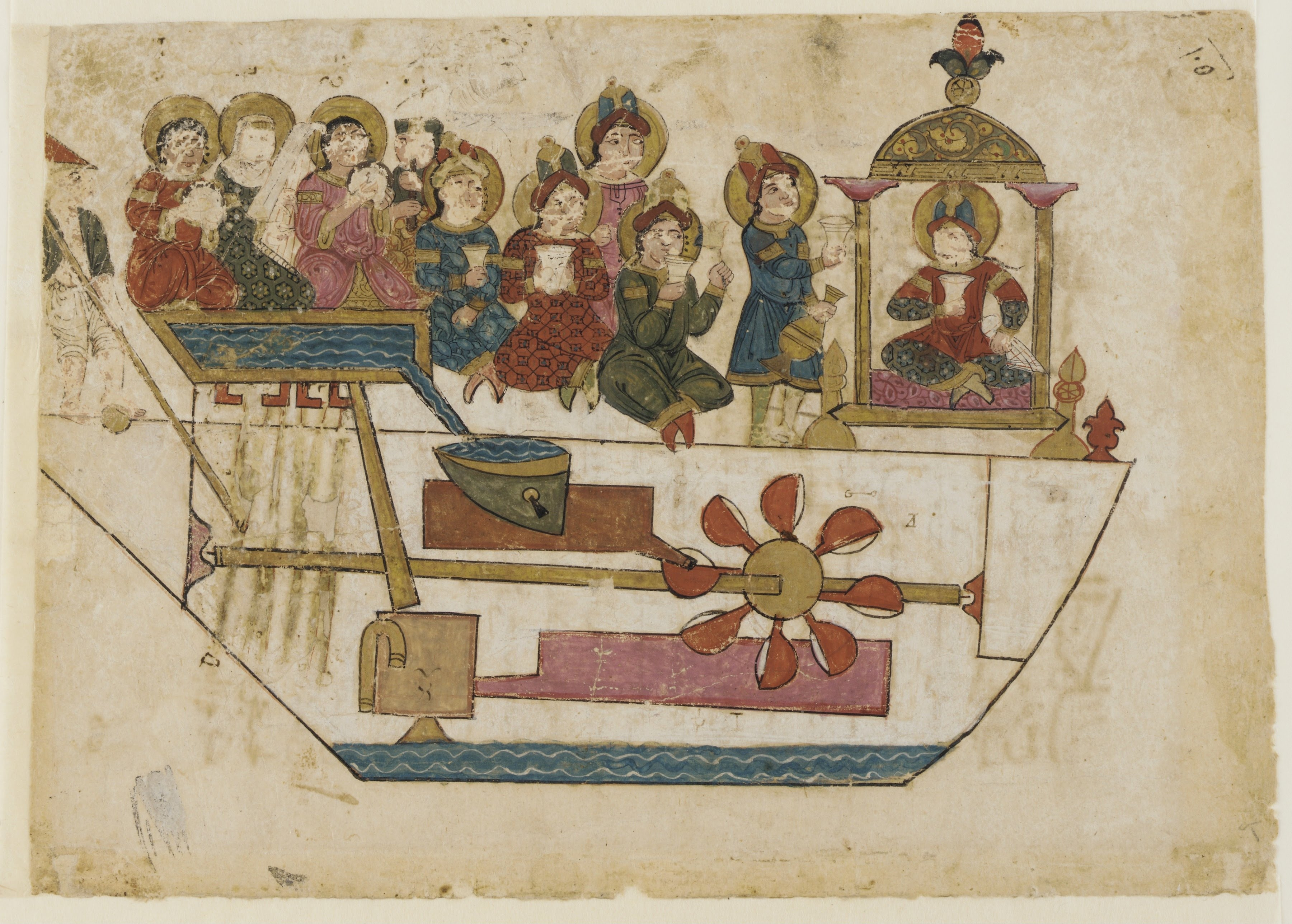
ربات مکانیکی هیدرولیکی جزری در ۱۲۰۰ میلادی

بدیع الزمان جزری نخستین ربات قابل برنامه‌ریزی انسان نما را در حدود ۱۲۰۰ میلادی ساخت. به این علت او به عنوان پدر علم مهندسی رباتیک جهان شناخته می‌شود. اختراع او، یک قایق آبی بود که در آن چهار نوازندهٔ مصنوعی موسیقی برای مراسم و برنامه‌های جشن سلطنتی، آهنگ می‌نواختند و حاضران را سرگرم می‌کردند، سازها به صورت هیدرولیک و با کمک آب برنامه‌ریزی می‌شدند.

## ارتباط رباتیک با دیگررشته‌ها
در حقیقت اگر یک مهندس رباتیک قصد نو آوری و ایجاد یک تکنولوژی را در سر بپروراند و برای مثال طرح یک ربات فوتبالسیت آدم واره را بریزد ملزوم به استفاده از دروسی که قبلاً، فراگرفته یا تکمیل آن‌ها می‌باشد به عبارتی باید در برنامه‌نویسی و تنظیم الگوریتم بهینه، طراحی مدارهای الکتریکی و الکترونیکی مورد نیاز، طراحی مکانیزم عالی و بی نقص و کار آمد در ایجاد تعادل پویا مهارت کافی داشته باشد.
به خصوص در زمینه طراحی کامپیوتری مدارها، اجزاء و از همه مهم‌تر برنامه‌نویسی در سطح بالایی قرار داشته باشد تا این نیازها را برطرف کند.
بر فرض برای طراحی یک ربات آی کاوشگر باید با روش‌های عایق بندی آشنا باشد یا در یک ربات پرنده با طراحی سیستم آیرودینامیکی تا حدودی آشنایی داشته باشد یا در تولید و ساخت ربات جنگنده، آشنا به موارد مختلف و ویژگی‌های مختلف آن‌ها مثل استحکام و سبک‌وزنی یا انعطاف، سختی و دیگر موارد این چنینی باشد.